# 各務孝太
各務孝太（1997年5月2日—），日本出生的臺灣男演員。

## 經歷
各務孝太父親為日本人，母親則為台灣人，他於日本出生，小學六年級時全家搬回臺灣臺中定居；目前他持中華民國籍，並已於2020年服完兵役。其姐各務禮美奈為模特兒。
2016年因參與酷瞧監製的《天團星計畫》踏入演藝圈，陸續參與《富錦街-這條街上的那些故事》、《違反校規的跳投》、《下半場》、《第九節課》等戲劇作品。

## 演出作品

### 電視劇
| 年份 | 劇名                          | 角色       | 備註               |
| 2017 | 《富錦街-這條街上的那些故事》 | 中村       |                    |
| 2017 | 《女大生宿舍》                | 各務孝太   | 第一、二、七、八集 |
| 2019 | 《男,朋友 /Boy,Friend》       | 家凱       |                    |
| 2019 | 《日據時代的十種生存法則》    | 小林喜多男 | ep01、02           |
| 2020 | 《違反校規的跳投》            | 李文景     |                    |
| 2022 | 《第9節課》                   | 佐藤瀧太   |                    |
| 2026 | 《向流星許願的我們》          |            |                    |

### 電影
| 年份 | 劇名               | 角色           | 備註 |
| 2019 | 《最是橙黃橘綠時》 | 木村           | 長片 |
| 2019 | 《下半場》         | 丁國鋒         | 長片 |
| 2019 | 《幻術》           | 年輕時的李登輝 | 長片 |
| 2020 | 《斌斌》           | 陳有仁         | 短片 |
| 2023 | 《但願人長久》     |                | 長片 |

### 電視節目
| 年份 | 節目名稱         | 備註                                 |
| 2015 | 《康熙來了》     | 這些東西是高中生眼裡的老掉牙事物？！ |
| 2016 | 《天團星計畫》   | 選秀節目                             |
| 2022 | 《全明星運動會》 | 第四季                               |
| 2022 | 《綜藝玩很大》   | 第二季第398集                        |

### 廣告作品
| 日期          | 廣告名稱                                   |
| ------------- | ------------------------------------------ |
| 2017年3月12日 | 麥當勞歡樂送暖心篇                         |
| 2018年5月7日  | 7-ElevenHonda經典重機集點送                |
| 2018年4月18日 | 宏亞食品【77乳加電影院】：77怪談篇         |
| 2018年8月29日 | 台灣可果美«紅色幸福滋味»-蔡黃汝（豆花妹）  |
| 2019年1月2日  | 宏亞食品77乳加巧克力「嚼出我的滋味」球員篇 |

### MV
| 年份 | 歌名                  | 歌手           | 備註     |
| 2020 | 愛講白賊的查某人 Liar | 賴慈泓         | 影像出演 |
| 2024 | 星空下的約定          | 壯壯（沈立心） |          |

## 外部鏈接
- 各務孝太 Kota的Facebook專頁
- 各務孝太的Instagram帳戶
- 各務孝太在互联网电影资料库（IMDb）上的資料（英文）